# Trischen

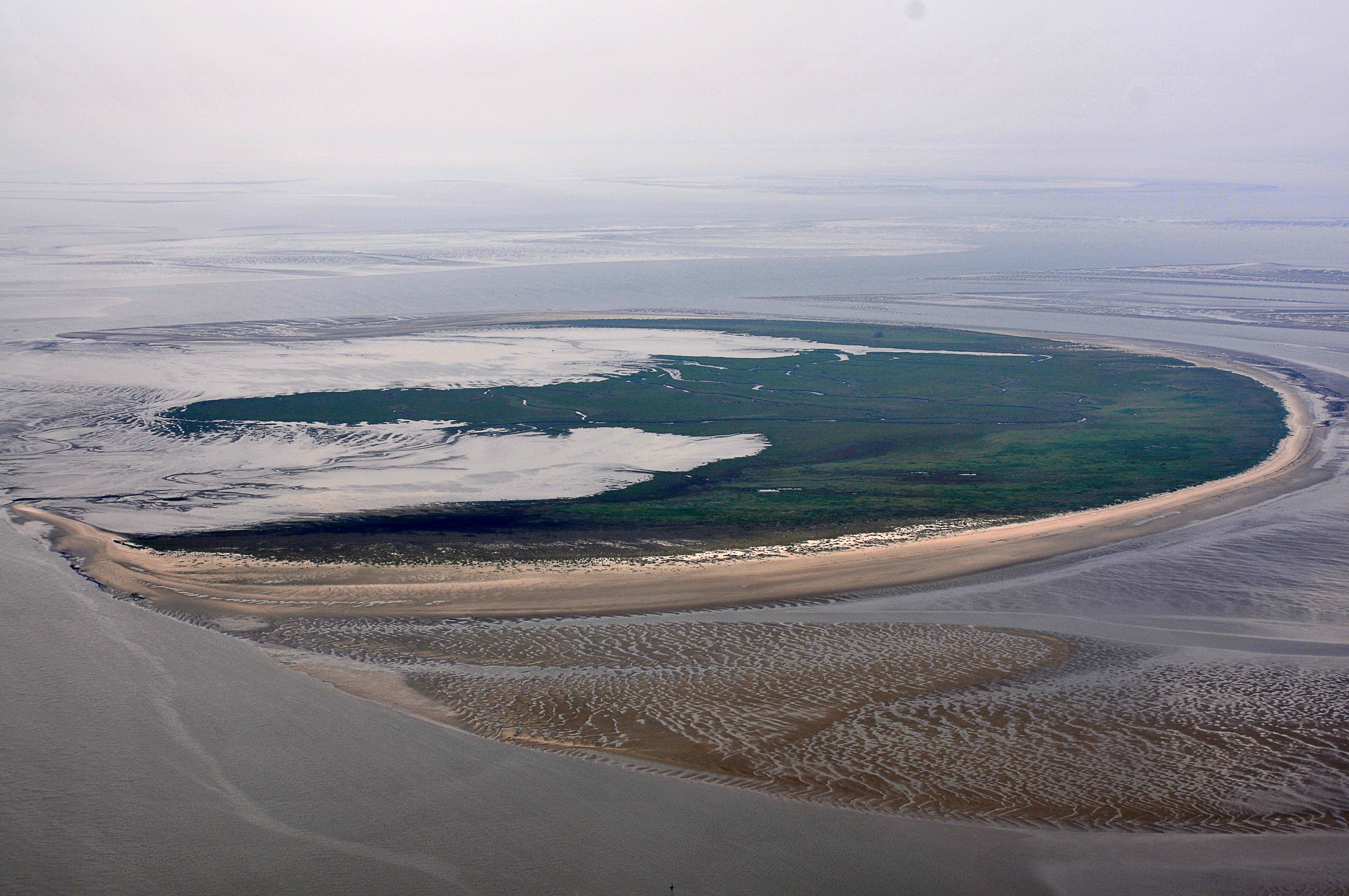
Trischen Gesamtaufnahme

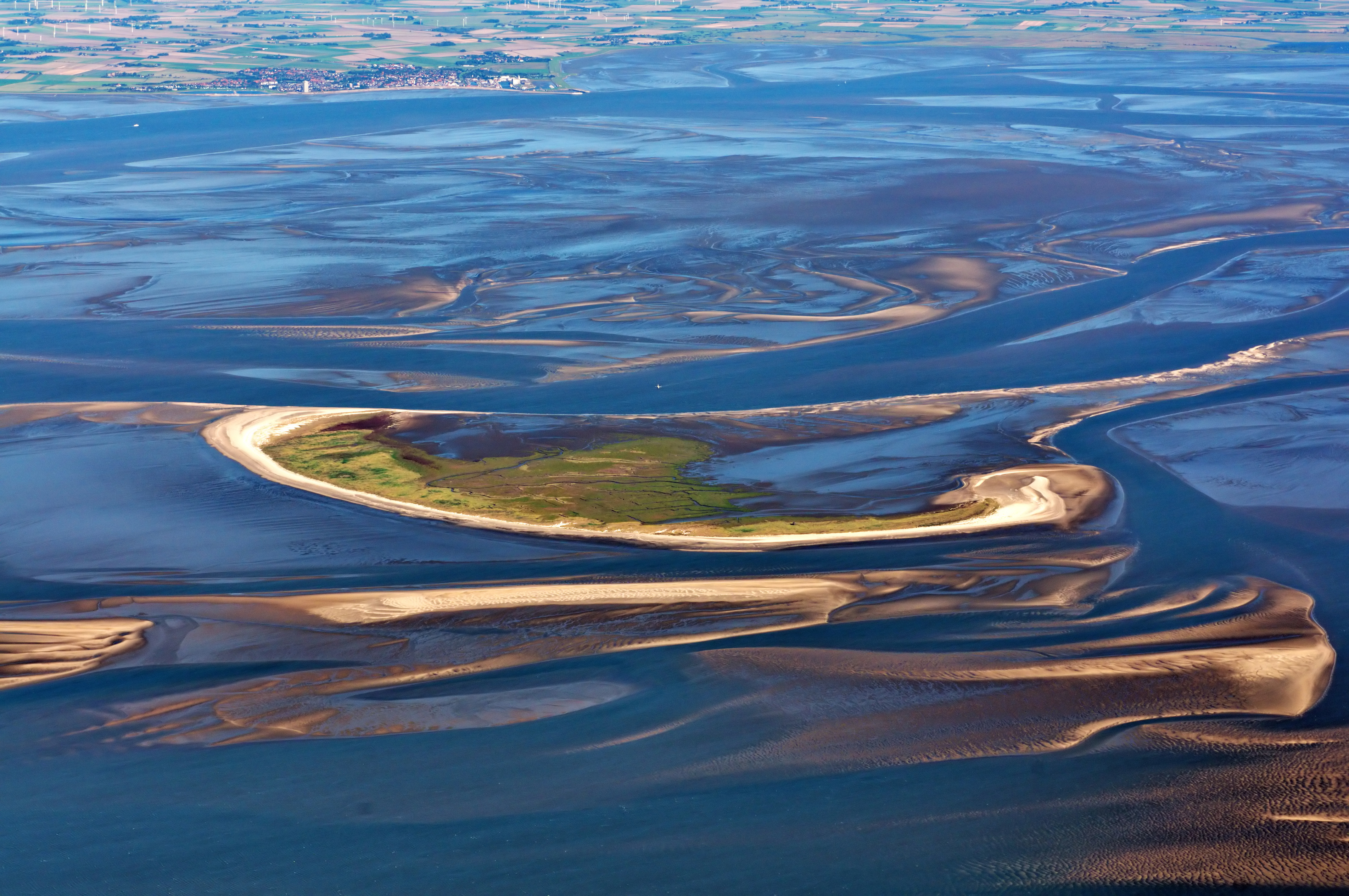
Trischen, im Hintergrund Büsum

Trischen ist eine unbewohnte Insel vor der Meldorfer Bucht, etwa 14 Kilometer vor der Dithmarscher Nordseeküste – die Entfernung zum Trischendamm beträgt 12 Kilometer. Die Insel gehört zur Gemeinde Friedrichskoog und ist nur von März bis Oktober von einem Vogelwart des NABU bewohnt. Für andere Menschen besteht ein Betretungsverbot.
Trischen wird von Vögeln sowohl als Brut- als auch als Rastplatz besucht; von einzelnen Arten wie Brandgänsen, Knutts oder Alpenstrandläufern finden sich zeitweise bis zu 100.000 Exemplare auf der Insel und in den angrenzenden Wattenmeergebieten. Seit 1985 liegt sie in der besonders geschützten Schutzzone 1 des Nationalparks Schleswig-Holsteinisches Wattenmeer.

## Geographie
Trischen liegt inmitten einer Kette von Hochsanden, die sich an der deutschen Nordseeküste von der Eider- bis zur Wesermündung hinziehen und westlich der Weser in die Ostfriesischen und Westfriesischen Barriereinseln übergehen. Direkt nördlich von Trischen liegen die beiden Hochsande Tertius und Blauort. Südlich, in der Elbmündung, liegen Scharhörn und Nigehörn. Bedingt durch den beträchtlich hohen Tidenhub von mehr als drei Metern im Einzugsbereich des Elbe-Ästuars ist das Entstehen von Inseln im Gebiet der Nordseeküste Dithmarschens weitgehend unterbunden, lediglich Trischen erreicht hier eine ausreichende Höhe für eine salzwasserempfindliche Vegetation.
Die Insel ist von Nord nach Süd 2,9 km lang und von West nach Ost maximal 1,5 km breit. In der Fläche misst sie 1,8 km².
Trischen besteht aus Sand, der von der Meeresströmung über den Hochwasserstand angehäuft wurde. Im Westen sowie an der Nord- und Südspitze der halbmondförmigen Insel befinden sich bis zu drei Meter hohe Dünen, denen ein Hochsand vorgelagert ist. Im geschützteren Osten haben sich Salzwiesen gebildet. Aufgrund der Strömungsverhältnisse trägt das Wasser beständig Sand im Westen ab, während sich an der Ostseite neues Land bildet. Die Insel „wandert“ so im Jahr etwa 30 bis 35 Meter nach Osten, wobei die Sichelform erhalten bleibt, Details im Inselbild sich aber stetig wandeln. Zwischen der Ostküste der Insel und dem Festland liegt das Wattenmeer, die Insel wandert jedoch derzeit direkt auf zwei große Priele, das Bielshövener Loch und das Neufahrwasser, zu.
Die Insel entstand vor rund 400 Jahren aus aufgespülten Sänden, die sich schließlich dauerhaft über die Flutlinie erhoben. Gerichtsakten aus den Jahren 1610 und 1645 erwähnen die Insel erstmals urkundlich. Die erste Karte führt die Insel 1705 unter dem Namen Buschsand. Diese Bezeichnung hielt sich bis ins 20. Jahrhundert. Ausgehend von den alten Karten war die Insel damals etwa viermal so groß wie heute, anfangs auch bewachsen, was sich allerdings schnell änderte.
Um 1750 scheint sich die bewachsene Insel wieder zu einer Sandbank zurückgebildet zu haben, die für die Bevölkerung vor allem wegen strandender Schiffe und damit einhergehenden Strandguts von Interesse war. Ab 1850 und besonders zwischen 1882 und 1894 scheint sich eine starke Auflandung ereignet zu haben. Die drei Sandbänke Polln, Buschsand und Riesensand wuchsen zu der Insel zusammen. In der Folge bildeten sich Dünen, die bis zu fünf Meter über den Hochwasserstand hinausgingen und in deren Schutz sich Salzwiesen etablieren konnten.
1884 ergaben Inselvermessungen 66 Hektar Salzwiese und einen 1500 Meter breiten Strand. 1906 war die gesamte Insel nur noch 1500 Meter breit, die Fläche betrug insgesamt 736 Hektar, davon 24 Hektar Dünen, während bis 1921 der Strand auf 250 Meter Breite geschrumpft war. 2025 hat die Insel eine Fläche von rund 180 Hektar bei Mitteltidehochwasser.
Seit der Entstehung hat Trischen sich so etwa vier Kilometer auf die Festlandsküste zubewegt, aktuell etwa drei Meter im Monat. Bei gleicher Geschwindigkeit träfe die Insel in etwa 400 Jahren auf den Deich bei Büsum. Zurzeit nimmt dabei die Inselfläche stetig ab. Sie beträgt nur noch ein Viertel der Größe, die sie Anfang des 20. Jahrhunderts hatte; allein von 2000 bis 2007 verlor sie 20 Hektar. Bei Sturmfluten wird die Insel regelmäßig überschwemmt, wobei diese Überschwemmungen laut NABU in den letzten Jahren sowohl an Häufigkeit als auch an Höhe zugenommen haben.

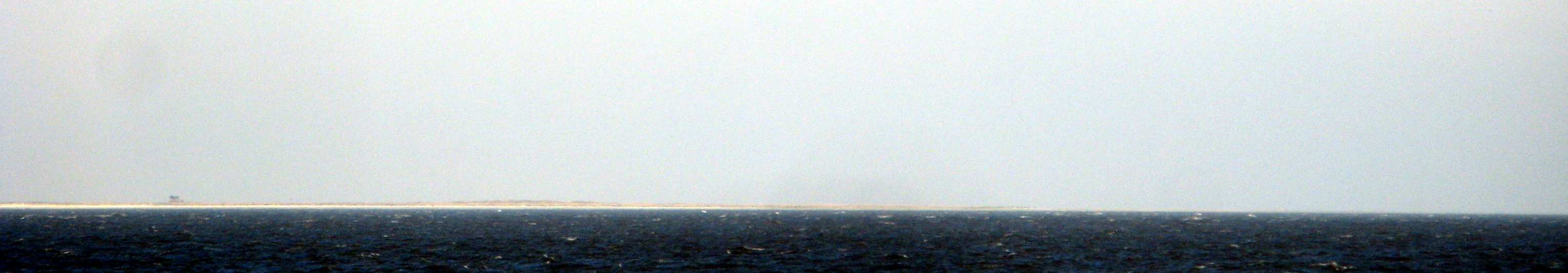
Trischen hebt sich nur wenige Meter über das angrenzende Meer

## Fauna

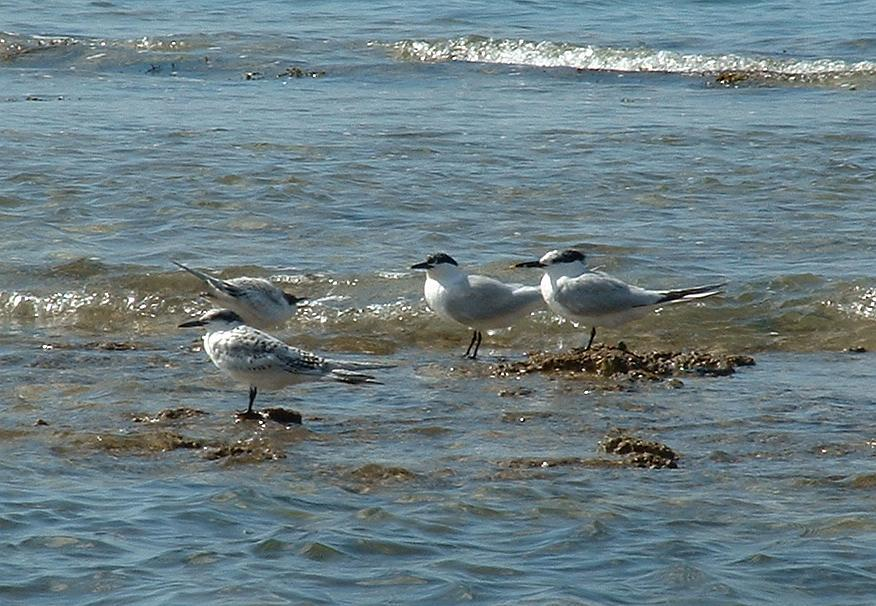
Einst die größte Brandseeschwalbenkolonie Deutschlands, brüten diese Vögel mittlerweile gar nicht mehr auf Trischen.

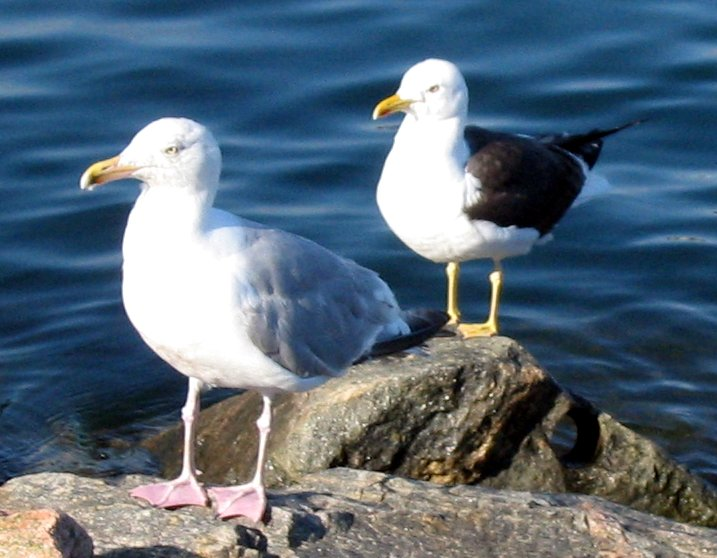
Silbermöwe (vorn) und Heringsmöwe (hinten) stellten 2006 die größten Brutbestände.

Auf Trischen brüten insgesamt etwa 15.000 bis 20.000 Vogelpaare; bis zu 330.000 Zugvögel nutzen die Insel zum Rasten. Insgesamt zählte der Vogelwart 2014 Vögel aus 192 verschiedenen Arten.
Die größten Gruppen an Rastvögeln sind Brandgänse, Knutts und Alpenstrandläufer mit je 100.000 Exemplaren. Bei den Brandgänsen handelt es sich um etwa 30 Prozent des gesamten nordwesteuropäischen Bestandes. Ebenfalls zwischen 10 und 20 Prozent des nordwesteuropäischen Bestandes an Sanderlingen und Kiebitzregenpfeifern finden sich auf Trischen. Es handelt sich hiermit um die bedeutendste Ansammlung von Küstenvögeln in Schleswig-Holstein. Insbesondere mausern sich hier große Bestände der Brandgans.
Dominierende Brutvögel sind verschiedene Möwenarten, die inzwischen etwa 80 Prozent des Brutbestandes ausmachen, während früher Fluss-Seeschwalben und Brandseeschwalben dominierten. Bis in die 1980er Jahre hinein bekämpften die Vogelwarte die Möwen mit Gift und sanfteren Methoden, da diese die Nester der Seeschwalben ausräubern. Die Anteile einzelner Arten wechseln zwischen den Jahren stark. Größte Gruppen waren 2006 Silbermöwen mit knapp 5000 Paaren vor Heringsmöwen mit knapp 2000 und Lachmöwen mit 500 Paaren. Der Bestand der Silbermöwen hat dabei seit dem Ende des Zweiten Weltkriegs permanent zugenommen und erst seit Mitte/Ende der 1990er Jahre ein stabiles Niveau erreicht. Heringsmöwen sind seit 1979 auf der Insel heimisch und holen gegenüber den Silbermöwen beständig an Zahl auf. Gegenüber den anderen großen Möwenkolonien an der deutschen Nordseeküste (Amrum, Baltrum oder Spiekeroog) ist Trischen noch ein Ort, an dem Heringsmöwen in nennenswerter Anzahl vorkommen, aber nicht die größte Population darstellen.
Fluss-Seeschwalben stellten am Anfang regelmäßiger menschlicher Beobachtung mit etwa 9500 Tieren die größte Brutvogelgruppe auf der Insel und etwa die Hälfte des gesamten deutschen Küstenbestandes. Die Bestände schwankten in den 1960er bis 1990er Jahren stark; seit 1992 sind sie auf unter 500 Paare gesunken. Ursprünglich Anfang des 20. Jahrhunderts von Küstenseeschwalben dominiert, siedelte sich 1955 eine Kolonie Brandseeschwalben an. Der Brutbestand betrug bis 2000 je nach Jahr zwischen 3000 und 4000 Paare, womit Trischen im Wechsel mit der nördlich gelegenen unbewohnten Hallig Norderoog den Titel der größten Brandseeschwalbenkolonie Deutschlands trug. In den letzten Jahren siedeln sich jedoch überhaupt keine Brandseeschwalben mehr auf der Insel an.
Neben Möwen und Schwalben sichtete der Vogelwart 1999 erstmals ein Paar Wanderfalken, die hier, sehr ungewöhnlich für Mitteleuropa, bodenbrüten. Seit 1995 brütet auch eine Kolonie Kormorane auf der Insel. Kleinere Kolonien bestehen auch an Löfflern, Nonnengänsen und Austernfischern.
Neben Insekten, die bei günstigen Winden vom Festland kommen, finden sich einheimische Insekten, die auch auf der Insel schlüpfen. Dazu zählen diverse Rüsselkäfer- und Zikadenarten. Insgesamt gibt es etwa 400 Insektenarten, die ungefähr 115 Spinnen- und Käferarten als Nahrung dienen. In der direkten Umgebung der Insel halten sich regelmäßig Seehunde, Kegelrobben und Schweinswale auf. Kaninchen waren die einzige nicht flugfähige Tierart auf der Insel. Sie waren durch Menschen auf die Insel gebracht worden, fraßen die Insel bis 1960 fast kahl und wurden durch die Sturmflut 1962 ausgerottet.

## Name

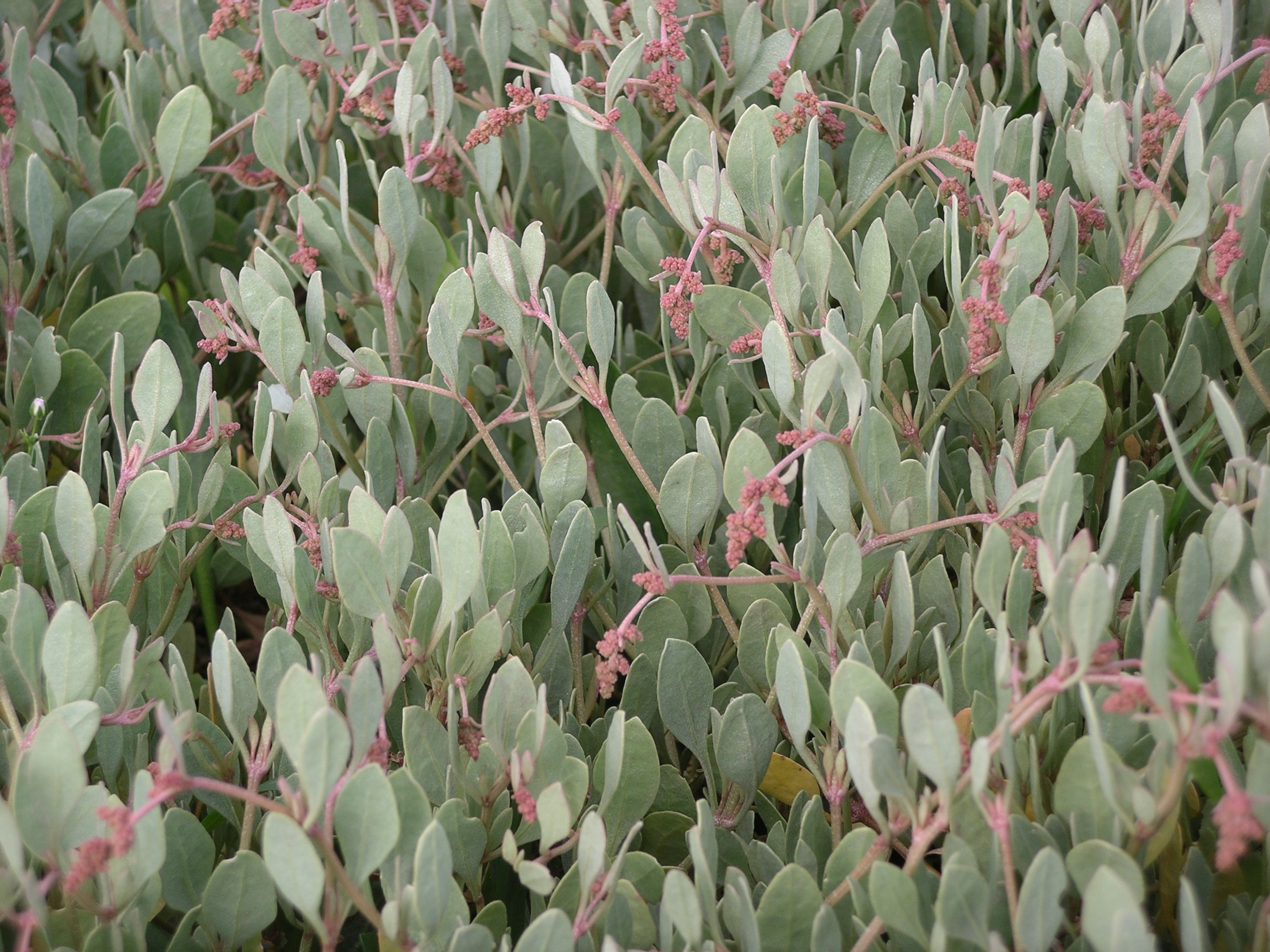
Die Portulak-Keilmelde gab der Insel wahrscheinlich ihren Namen.

Auf alten Seekarten taucht die Insel als Den Busch, Busch, Rischensand, dat Rießig, Triejen, Dat Rißy, Trießen, Riessen oder Riesen auf. Manchmal sind auch mehrere Inseln nah beieinander verzeichnet, bei denen erst später klar wurde, dass es sich nur um eine handelt. Der Name Trischen setzte sich allgemein erst gegen Ende des 19. Jahrhunderts durch. Peter Todt, Inselchronist und von 1980 bis 1999 Vogelwärter, vermutet, dass der Name Trischen aus dem Niederländischen stammt. Ursprünglich: dat Rießig (deutsch: etwa der Buschbewuchs, das Reet) wurde im Laufe der Zeit zu t’ rieschen, was schließlich zu Trischen zusammengezogen wurde. Wahrscheinlich nimmt der Busch Bezug auf die Portulak-Keilmelde, die damals die Insel bewuchs.
In mehreren Städten sind Straßen nach der Insel benannt, unter anderem in Kiel-Suchsdorf.

## Geschichte

Auf der Karte von 1881 ist Trischen als überflutete Sandbank eingezeichnet

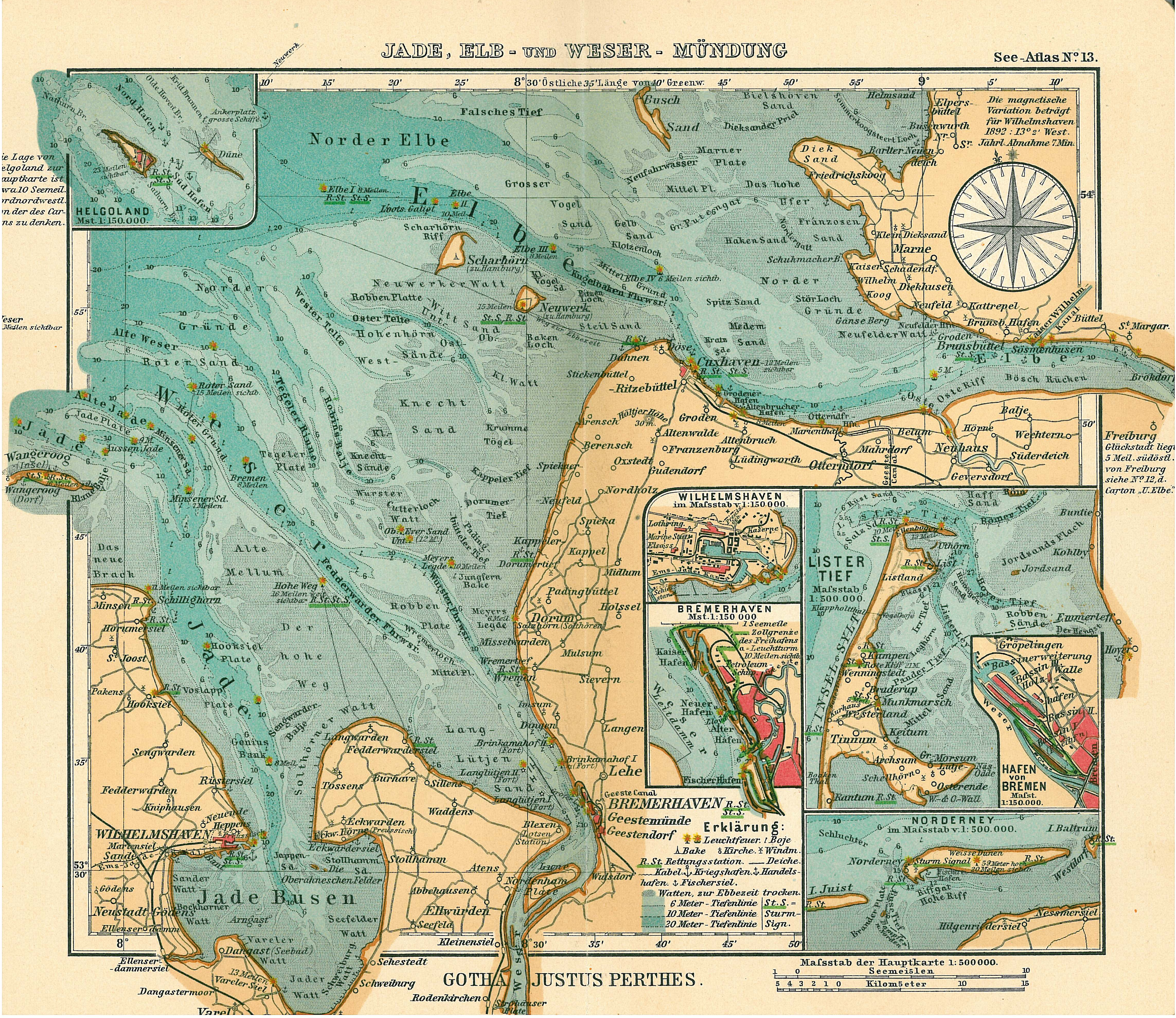
Auf der Karte von 1906 ist an der Stelle von Trischen nur der Busch Sand verzeichnet

### Unterschiedliche Herrscher und Zeit bis 1920

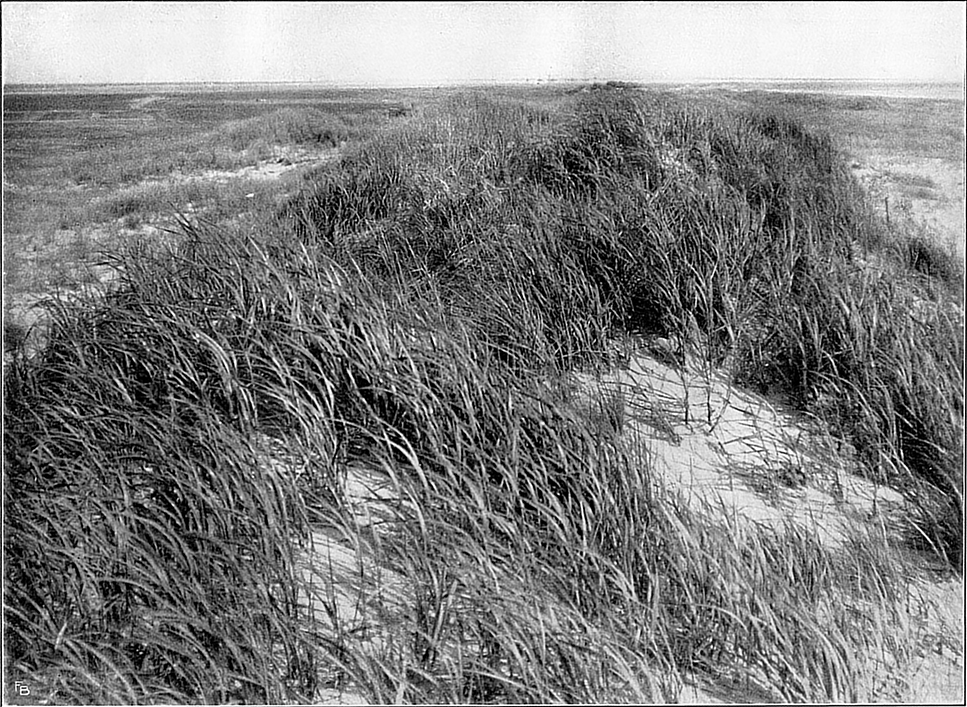
In den Dünen von Trischen (1908)

Eine erste urkundliche Erwähnung der Insel findet sich 1610 zwischen niederländischen Seefahrern, welche sie „dat Rießig“ nannten und dithmarscher Wollersen, welche sie „Buschsand“ tauften. Aus „dat rießig“ wurde „t'Rießig“ und hieraus schlussendlich Trischen. Nachdem Trischen lange Zeit zwischen dem zu den dänisch-königlichen Anteilen gehörenden Süderdithmarschen und dem zu den Gottorfer Anteilen gehörenden Norderdithmarschen umstritten war, wurde die Frage mit der Bildung des dänischen Gesamtstaates und dem Ende der Gottorfer Herrschaft 1773 und spätestens mit der Annexion Schleswig-Holsteins durch Preußen irrelevant – zuständig war nun der preußische Staat. Dieser schickte 1868 Arbeiter nach Trischen, um Landgewinnung zu betreiben.
1895 ließ Preußen Sommerdeiche, eine Hütte und eine Tränke errichten, um die Insel als Schafweide verpachten zu können. 1896 zog der erste Pächter, Theodor Frenssen, ein Bruder des Dithmarscher Dichters Gustav Frenssen, auf die Insel. Er ließ dort 200 Schafe weiden. Bereits im nächsten Jahr wurde der Sommerdeich zu einem 5,46 Meter hohen Ringdeich aufgestockt. Innerhalb des Rings entstand ein Steinhaus. Gustav Frenssen besuchte seinen Bruder oft genug, so dass die Insel unter dem Namen „Flackelholm“ eine wichtige Rolle in seinem Roman Die drei Getreuen spielt. Bereits 1899 aber überschwemmte eine Sturmflut auch diesen Deich, so dass die Insel vorerst nicht mehr landwirtschaftlich nutzbar war.
Um 1900 entwickelte sich Trischen zum Lieblingsgebiet von Vogeljägern und Eiersammlern. In dieser Zeit wurden tausende Brandgänse erschlagen, während sie sich flugunfähig in der Mauser befanden. Als Reaktion versuchte eine Schutzbewegung, die Seevögel zu schützen. Der Süderdithmarscher Landrat Johannsen erklärte Trischen 1909 zu einem Vogelschutzgebiet und ließ in der Brutzeit Vogelwächter dort stationieren. Pächter fanden sich in den ersten Jahren des 20. Jahrhunderts nur zeitweise, einige Jahre blieb sie ungenutzt. Überliefert ist, dass 1920 Pächter Alfred Dreßen 179 Schafe, 58 Lämmer, vier Kühe, ein Kalb, ein Pferd und eine Ziege fünf Stunden durch das Watt führte, um sie auf Trischen weiden zu lassen. Zwischen 1919 und 1921 nutzte die Hamburger Schulbehörde die Insel darüber hinaus, um dort in den Sommermonaten je 40 bis 50 Jungen auf der Insel in die Ferien zu schicken.

### Trischenkoog: 1920 bis 1943
Der ehrgeizigste Versuch der Inselbesiedlung begann 1920, als der Freistaat Preußen 80 Arbeitslose einsetzen wollte, um einen neuen Sommerdeich zu errichten, diesen Versuch aber schon kurz darauf aufgrund finanzieller Probleme aufgab.
1922 griff der Hamburger Unternehmer Jürgen Brandt den Plan auf, unterschrieb einen langfristigen Pachtvertrag für die Insel und deichte bis 1925 einen 78 Hektar großen Koog auf dem Inselgebiet ein, um das Land dauerhaft vor der See zu schützen. Der Deich war 2,7 Kilometer lang und vier Meter hoch. Er begann intensiv Roggen, Weizen, Hackfrüchte und Klee anzubauen und nutzte die restliche Insel als Weideland. Zum Wohnen erbaute er sich den Luisenhof mit 34 Räumen, Viehstall, Freitreppe, Weinkeller und mehreren Veranden. Zur Versorgung mit Strom standen ein Dieselaggregat und ein Windrad direkt neben dem Haus. Brandt hatte sich allerdings bei dem Projekt übernommen, so dass er bereits kurz nach Fertigstellung des Deichs Konkurs erklären musste und die gesamten Inselbauten an den Staat fielen.
1926 pachtete die Stadt Altona die Insel und versuchte sich an der Landwirtschaft. Die erste Ernte fiel so erfolgreich aus, dass Altona 1927 die mit 6800 Quadratmetern größte Scheune Dithmarschens errichtete. Im selben Jahr begannen sie ein Kinderheim für junge Mädchen zu errichten. Der Altonaer Senator Kirch verfolgte den Plan, aus Trischen eine Künstlerkolonie zu machen; zwischen 1927 und 1930 quartierte die Stadt Künstler im Steinhaus auf der Insel ein. Der Autor Hans Henny Jahnn schrieb auf Trischen seinen Roman Perrudja. Ein weiterer bekannter Schriftsteller war Hans Leip, in dessen späterem Werk sich zahlreiche Eindrücke von Trischen wiederfinden.
Ähnlich wie bei den vorherigen Pächtern war auch der Altonaer Versuch nicht von Erfolg gekrönt. Die folgenden Ernten fielen wesentlich schlechter aus. In der Weimarer Republik fehlte Altona das Geld, um die notwendigen Schutzarbeiten gegen die See zu finanzieren, so dass die Stadt im Schnitt jedes Jahr 50.000 Reichsmark mit der Insel verlor. Die riesige Scheune wurde nie auch nur annähernd gefüllt. Zudem begann der Wandertrieb der Insel sich wieder stärker bemerkbar zu machen. Trotz umfangreicher Küstenschutzarbeiten und einer neuen Deichlinie direkt hinter den Dünen brach 1930 der Deich. Bis die Notreparaturarbeiten in Angriff genommen wurden, lief der Koog mindestens zwölfmal komplett mit Salzwasser voll, so dass wieder die Grundlage für die Landwirtschaft fehlte. Obwohl Altona bis dahin mit Trischen nur Verlust gemacht hatte und in der Zeit der Weltwirtschaftskrise Haushaltsmittel knapp waren, hielt die Regierung an ihrem ehrgeizigen Plan fest. Allein 1931 schaffte sie für Küstenschutz 19.190 Stackpfähle, 184 m³ Laubfaschinen, 87,1 m³ Heidekraut, 400 kg Eisendraht, 31,65 t Basaltsäulen, 498,45 t Granit-Schüttsteine und 1.355 lfd. m Granit-Quadersteine auf die Insel. Erst 1933 gelang es Altona, aus dem Pachtvertrag herauszukommen.
Dieser ging 1934 an den Dithmarscher Bauern Hermann Dreeßen, der den Ertrag wesentlich vergrößern konnte. Dreeßen ist der einzige, dem es über mehrere Jahre gelang, die Trischener Landwirtschaft mit Gewinn zu betreiben. Gleichzeitig setzte sich aber unter Fachleuten die Erkenntnis durch, dass es langfristig unmöglich ist, die Insel gegen das Meer zu schützen.

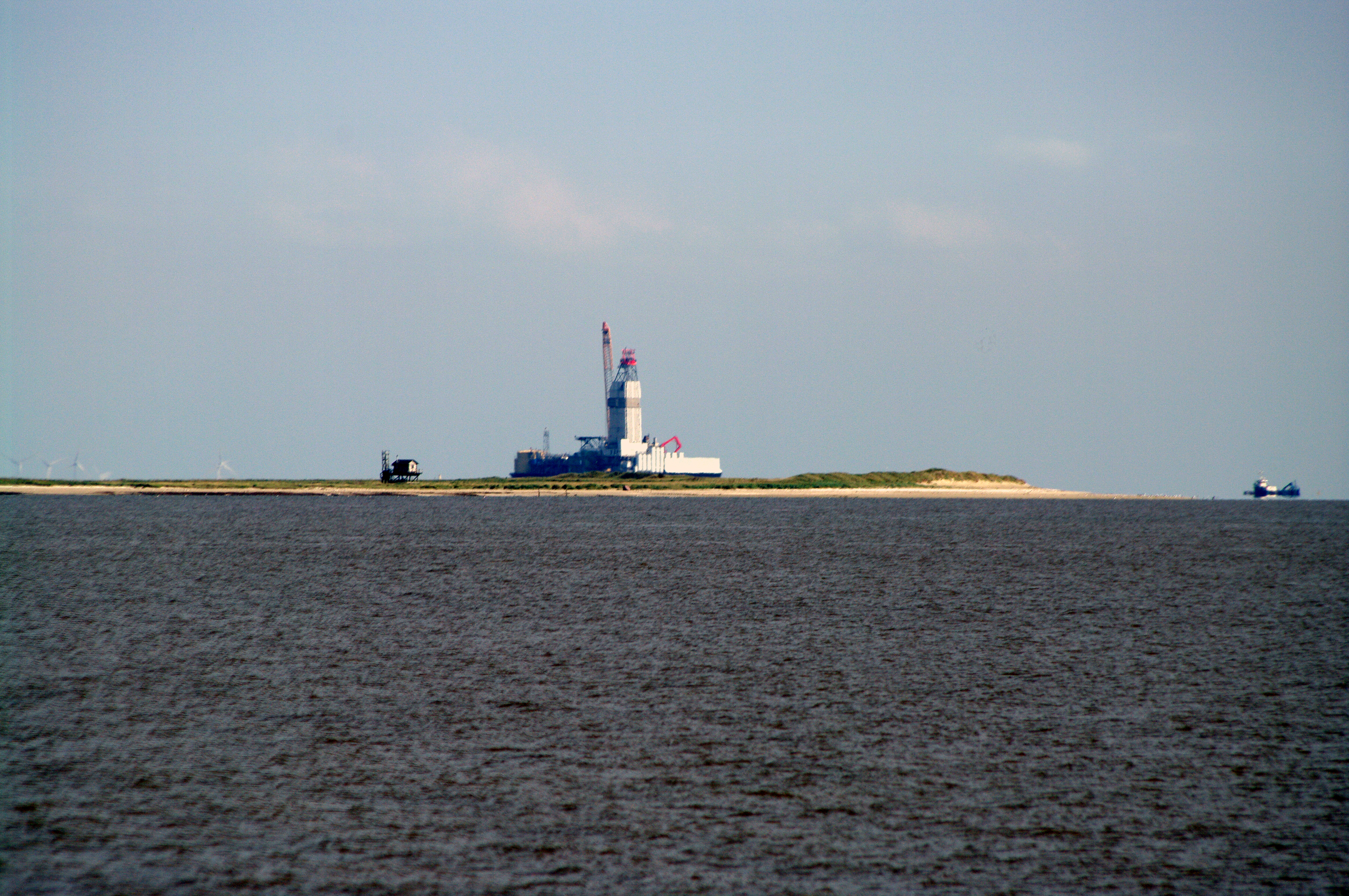
Trischen mit Haus des Vogelwarts, im Hintergrund die Bohrinsel Mittelplate A

Nach einer neunstündigen Sturmflut am 18. Oktober 1936, bei der auch das Feuerschiff Elbe 1 unterging, beschloss eine Hamburger Konferenz von Wasserbauern, keine intensiven Küstenschutzmaßnahmen mehr zu betreiben. Bis 1940 pflanzte der preußische Staat noch Strandhafer, überließ Trischen aber ansonsten sich selbst. 1940 zerstörte eine Flut den Ringdeich um die alte Schäferhütte. Einen Teil der Häuser im Koog schrieb Preußen als Baumaterial „zur Selbstholung“ aus. Dreeßen weigerte sich aber, Trischen zu verlassen.
Nach einem Sturm 1943 brachen die Deiche an mehreren Stellen. Das landwirtschaftliche Gebiet wurde von Salzwasser und Sand überflutet, so dass Landwirtschaft für mehrere Jahre unmöglich erschien. Die Reste dessen, was Menschen in 70 Jahren geschaffen hatten, wurden in zwei Tagen durch diesen Sturm vernichtet. Nun verließ auch Dreeßen mit seiner Frau die Insel. Nochmals in den Jahren 1946 und 1947 lebte ein Ehepaar mit seinen Kindern und einer kleinen Schafherde auf der Insel. Als sie sie verließen, war der letzte Versuch einer landwirtschaftlichen Nutzung beendet.

### Naturschutzgebiet
Die Vogelwächter auf Trischen werden seit 1927 vom Bund für Vogelschutz (heute NABU) gestellt und bewohnen dort in den Sommermonaten eine Hütte. Diese muss aufgrund der Inselwanderung regelmäßig neu errichtet werden. Das aktuelle Exemplar stammt aus dem Herbst 2001 und liegt im Süden der Insel. Seit der Einrichtung des Nationalparks Schleswig-Holsteinisches Wattenmeer ist die Insel Teil davon und der einzige Landbereich, den zu betreten absolut verboten ist. Dieses Verbot wird in den letzten Jahren zunehmend konsequent durchgesetzt. Führte in den 1970er Jahren der Vogelwart noch Besucher über die Insel, ist es mittlerweile faktisch nur noch möglich, infolge eines Seeunfalls oder als notwendiger Handwerker auf die Insel zu kommen, so dass die Besucherzahl von knapp 1000 im Jahr 1975 auf unter zehn im Jahr 2000 sank.

## Der Vogelwart

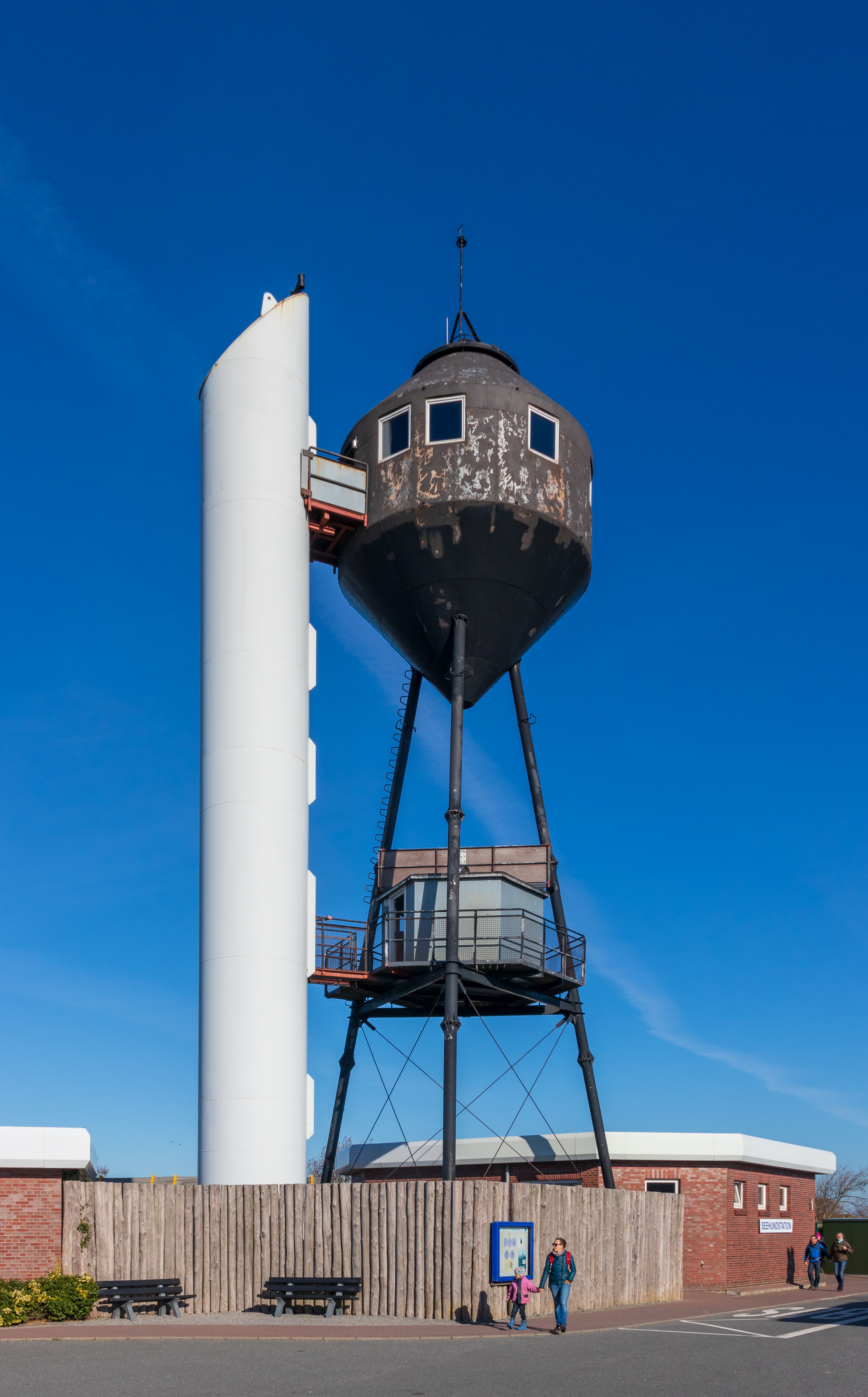
Die Trischen-Bake (Foto vor dem Februar 2020) auf dem Gelände der Seehundstation Friedrichskoog.

Trischen wird im amtlichen Wohnplatzverzeichnis (Stand der Volkszählung 1987) als Wohnplatz Nr. 5 der Gemeinde geführt, mit Einwohnerzahl eins. Der Vogelwart verfügt über eine Internetverbindung. Ein einmal die Woche fahrendes Schiff versorgt ihn mit Lebensmitteln und Post. Der Vogelwart muss die Einkäufe mit einem Handwagen von der Südspitze der Insel bis zu seiner Hütte transportieren. Auf demselben Weg werden auch Müll und Strandgut entfernt. Zu den Hochzeiten menschlicher Besiedlung fuhren regelmäßig Schiffe, zudem befanden sich Brieftauben auf der Insel und dem Festland. Seitdem die Bevölkerungszahl auf eins gesunken ist, besteht die einzige Verbindung in dem einmal pro Woche fahrenden Versorgungsschiff. Seit 1973 gibt es im Sommer einen UKW-Sender auf Trischen, seit 1983 liefern Solarzellen genug Strom, um auch ein Radio zu betreiben. Das erste Mobiltelefon kam 1992 nach Trischen.
Die meisten Gebäude der Insel sind mittlerweile wieder im Meer versunken. Der Anleger, der zu Koogzeiten im äußersten Osten der Insel gebaut wurde, befindet sich mittlerweile in der Nähe des Weststrands im Meer. Ebenso wurde die 1976 gebaute und 2001 ersetzte Hütte des Vogelwarts ein Opfer der Wellen. 

## Die Buschsand-Bake
Im Jahre 1784 wurde auf der Sandbank Trischen, die seinerzeit Buschsand genannt wurde, das erste Orientierungszeichen für die Schifffahrt, eine Bake mit weithin sichtbarem Toppzeichen in Holzbauweise errichtet. Die Bake musste seither bis 1950 elfmal versetzt oder ganz neu errichtet werden. Ab 1859 diente sie durch den Einbau einer weit über Mittelhochwasser angelegten Schutzhütte viele Jahrzehnte lang zusätzlich als Fluchtpunkt für Schiffbrüchige. Ab 1950 wurde sie nicht mehr aus Holz, sondern auf drei Stahlpfählen errichtet. Von allen Baken hatte diese die längste Funktionsdauer. Als sie 1996 erneut im Meer zu versinken drohte und wegen des technischen Fortschrittes in der Navigationstechnik als Seezeichen nicht mehr benötigt wurde, erfolgte der endgültige Abbau. Damit endete die Geschichte der Baken auf Trischen. Bis zum 5. Februar 2020 stand sie in der Seehundstation Friedrichskoog als „Trischentonne“. Das aktuelle Vogelwärterhaus ist eine Blockhütte auf Stelzen.